# کامافید
کامافید یک خوراک‌خوان آزاد و متن‌باز است. کامافید یک برنامهٔ نحت وب است که می‌تواند توسط خود شخص میزبانی شده یا از طریق commafeed.com استفاده شود. کامافید طراحی تمیزی دارد که به صورت همزمان قابلیت پشتیبانی از میزکار، تبلت و تلفن همراه را به ارمغان آورده‌است اگر چه یک برنامهٔ اختصاص داده شده برای اندروید نیز برای آن نوشته شده‌است. کامافید از خوراک‌های وب‌گاه‌ها راست به چپ به مانند فارسی نیز پشتیبانی می‌کند. کاربران می‌توانند کامافید را برای خود در یک حساب رایگان OpenShift نصب نمایند.